# Османська Угорщина
Османська Угорщина (угор. Török hódoltság) — територія сучасної Угорщини, яка перебувала під владою Османської імперії від 1541 до 1699 року, покривала переважно центральні й південні території колишнього середньовічного Угорського королівства, майже всю Велику Угорську низовину (за винятком північно-східної частини) і Південного Задунав'я.
Після поразки об'єднаного угорсько-чесько-хорватського війська в битві при Могачі 29 серпня 1526 року більша частина угорських земель потрапила під владу османів. Переможна Османська імперія зайняла Тисо-Дунайську рівнину, включивши у свої володіння саме серце Європи, яке турки планували перетворити на плацдарм для підкорення нових територій і подальшого поширення ісламу.
Але відсіч з боку австрійських Габсбургів привела до фактичного поділу угорських земель на турецьку і австрійську частини. При цьому до австрійців за договором 1547 року відійшли землі зі змішаним угорсько-слов'янським населенням, а до турків — власне угорські та угорсько-волоські області. Адміністративно влада османів у центральній Угорщині протрималася аж до 1686 року, хоча ряд найпівденніших угорських земель були звільнені лише 1717 року. Опір турецькому пануванню чинили як угорські партизани-гайдуки, так і австрійці.

## Історія

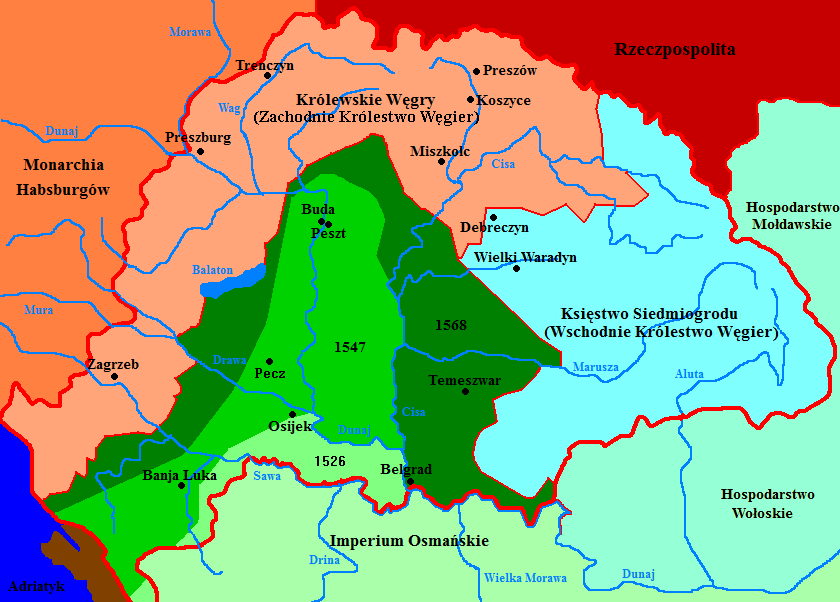
Приєднання земель Угорського королівства османами за роками (зелений колір з датами)

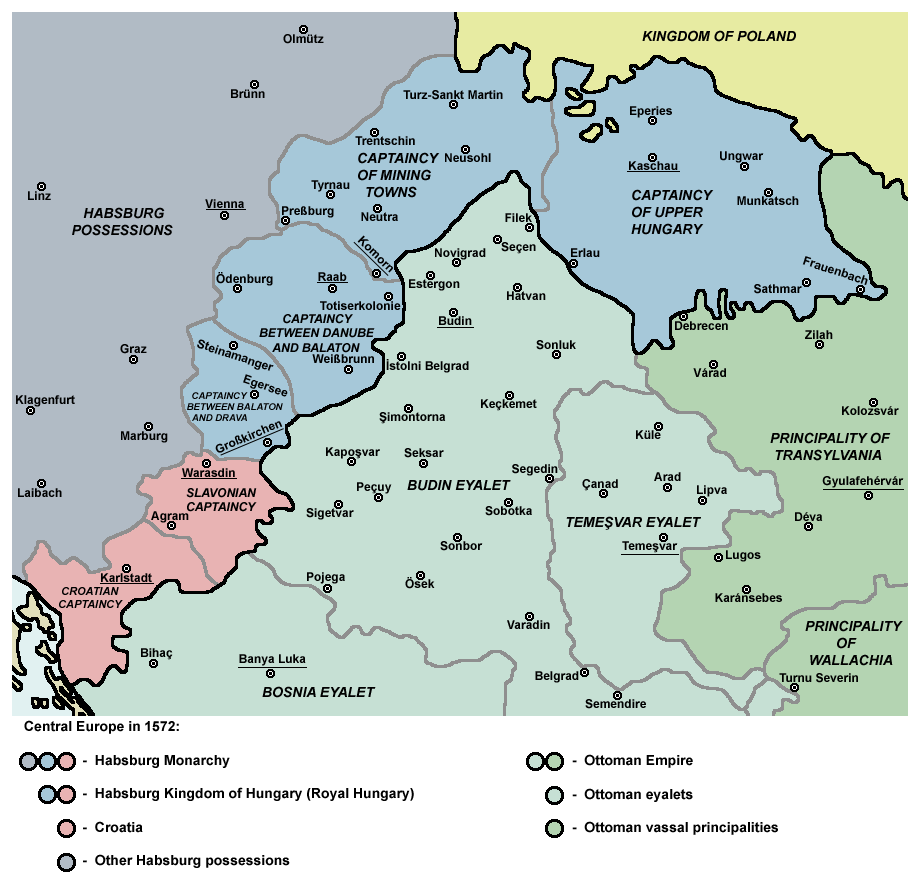
Розділене Угорське королівство в 1572 році: Габсбурська Королівська Угорщина (синім та рожевим кольором), Трансильванське князівство (темно зеленим), і османські еялети (блідо зеленим)

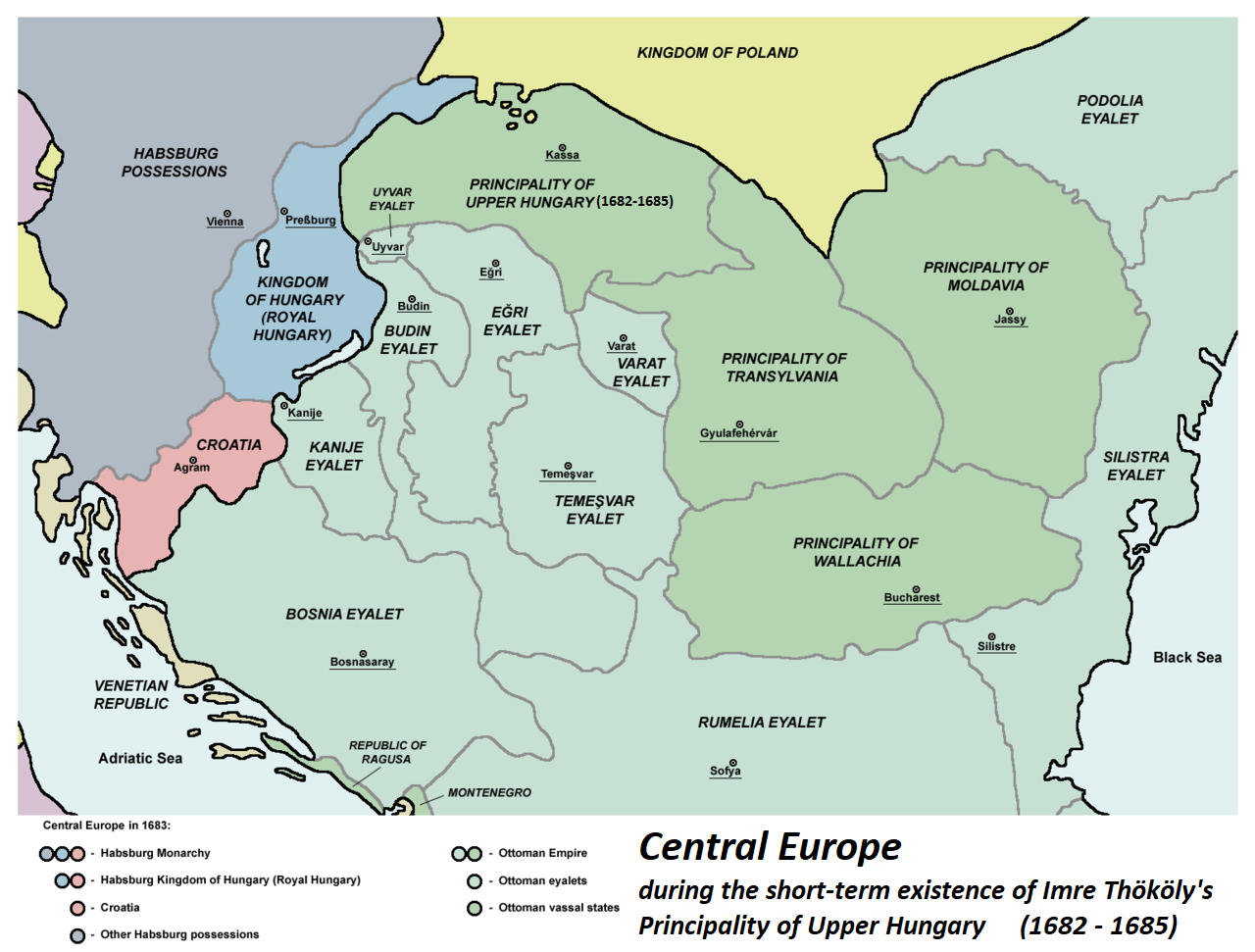
Угорщина та Балкани в 1683 році

Як і багато інших балканських держав, підкорених османами в XIV-XV століттях, Угорське королівство вступило в XVI століття в надзвичайно ослабленому стані через низку зовнішніх і внутрішніх причин. Зсередини його роздирали феодальні чвари, які фактично призвели до встановлення феодальної роздробленості, селянські повстання, опір з боку народів, які намагаються протистояти мадяризації, а ззовні — амбіційні спроби австрійських Габсбургів включити Угорське королівство до складу своїх володінь. Смерть Матвія Корвіна в 1490 році викликала крайню анархію в Угорщині і створила сприятливі умови для здійснення планів османів проти цієї держави.
Поступового занепаду Угорщини надалі сприяв і олігархічний режим, встановлений династією Ягеллонів, відчуження пригніченого угорського селянства від національно-оборонних рухів після повстання Дєрдя Дожі (1514), географічна замкнутість і віддаленість Угорщини від океану (у тому числі від торговельних шляхів, що проходили через Атлантичний океан), тиск, що підсилюється Габсбургами. Кількісна перевага турків у битві при Могачі призвела до того, що перемога була досягнута лише за 2 години. У лавах турецької армії переважали слов'яни-мусульмани (яничари) з балканських володінь Османської імперії.
Перемога османів мала ряд прямих наслідків як для угорців, так і для багатьох інших сусідніх народів. Як свого часу Битва при Гвадалете (711 р.) в Іспанії, битва біля Могача відкрила перед мусульманами можливості для підкорення великих земель Європи. Султан Сулейман I Пишний (1495—1566) в 1529 році почав облогу Відня, але через наближення зими змушений був відступити.

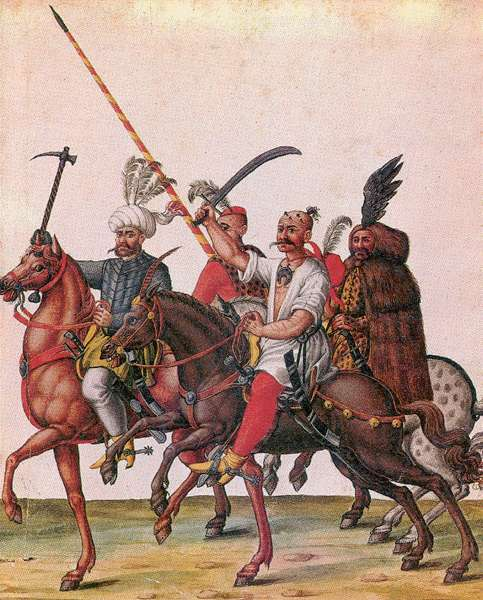
Османські солдати на території окупованої Угорщини

На підкорених османами угорських землях утворилася нова провінція — Османська Угорщина, що існувала в 1526–1699 роках. Не всі угорці чинили опір турецькому пануванню. Частково це пояснювалося історико-культурною спільністю обох народів: що до свого приходу в Європу близько 900 року фіно-угорські за походженням угорці проживали в оточенні тюркських народів, у яких вони запозичили значну частину сільськогосподарської лексики. Угорське селянство південного сходу країни поставилося до приходу османів як до звільнення від засилля місцевих феодалів, які обклали їх непосильними поборами. Прагнучи привернути угорських селян на свій бік, османи лібералізували багато сфер життя угорського селянства. На відміну від кривавих чвар між католиками і протестантами Європи того часу турки не забороняли жодну з релігій, хоча перехід на іслам заохочувався звільненням від усіх податків.

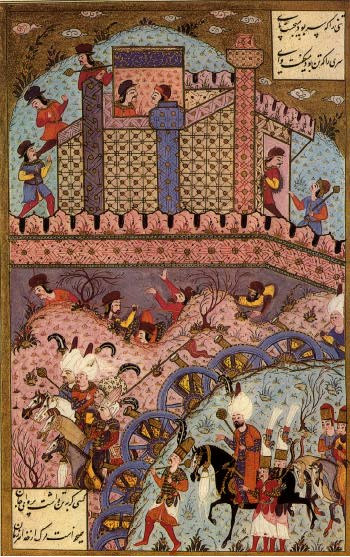
Османські солдати ведуть облогу Estolnibelgrad (ймовірно, Секешфегервар — хорватською — Stolni Biograd) в Угорщині.

Скориставшись хаосом повоєнних років і зародженням нового мусульманського співтовариства, багато простих угорців, що прийняли іслам (мадьяраби), зуміли піднятися кар'єрними сходами військових станів Османської імперії. Жителі північних угорських земель чинили туркам більший опір, створюючи загони гайдуків. Багато хто також втікали в сусідні словацькі землі на північ. Османи підкорили тільки Центральну Угорщину, периферійні західні та північні регіони з новою угорською столицею — містом Пожонь (сучасна словацька Братислава) були анексовані австрійськими Габсбургами, які перетворили їх на буфер між німецькими та османськими територіями.
Після невдалої облоги Відня (1529 року) австрійські Габсбурги розпочали рішучіші дії проти османів, почалася поступова «реконкіста» Балканського півострова. Після битви біля Могача європейські держави почали робити спроби об'єднання з метою протистояння загрозі ісламізації Європи. Ця стратегія принесла перший успіх в битві при Лепанто (1571 року). Крім того, попри свій початковий успіх, саме в Угорщині османи вперше зіткнулися з західно-європейською соціально-політичною структурою, яка мала сильний німецький вплив і вже істотно відрізнялася від орієнталізованних греко-слов'янських держав балканського регіону, підкорених з відносною легкістю. Хоча європейські цінності в Угорщині в цілому і не відповідали західним стандартам, близькість Османської Угорщини до німецьких земель створювала пряму загрозу їм і викликала шалений опір для захисту імперських амбіцій самих Габсбургів.

## Адміністративний поділ та культура

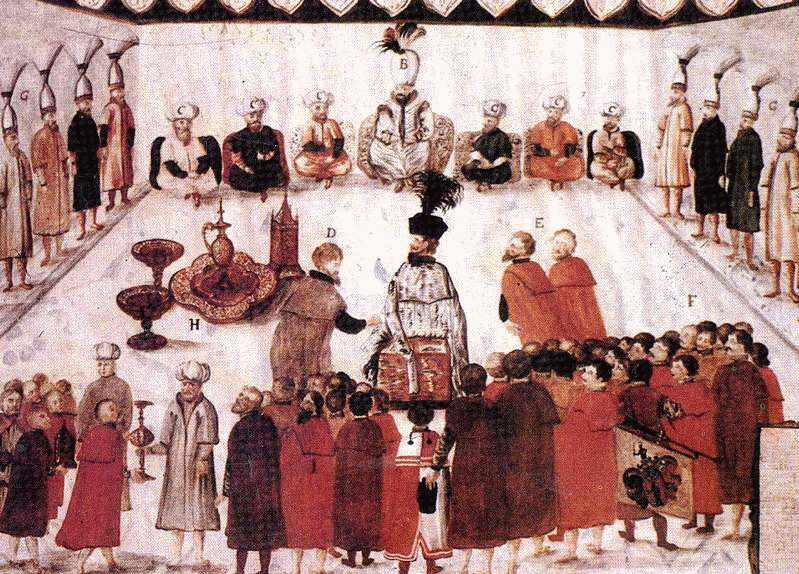
Паша Будина (Буди) приймає посланця султана Османської імперії.

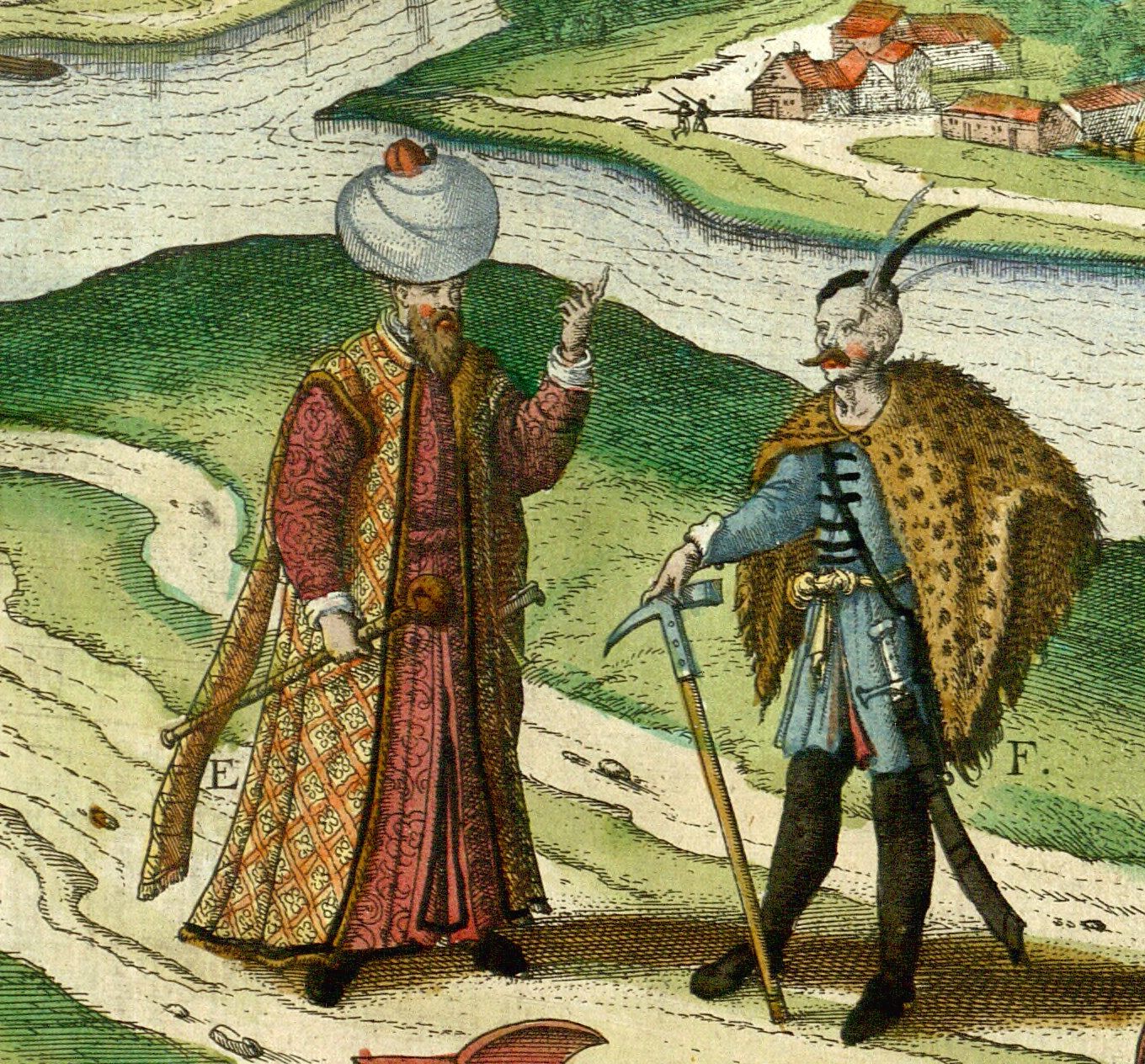
Османський чиновник та угорський солдат

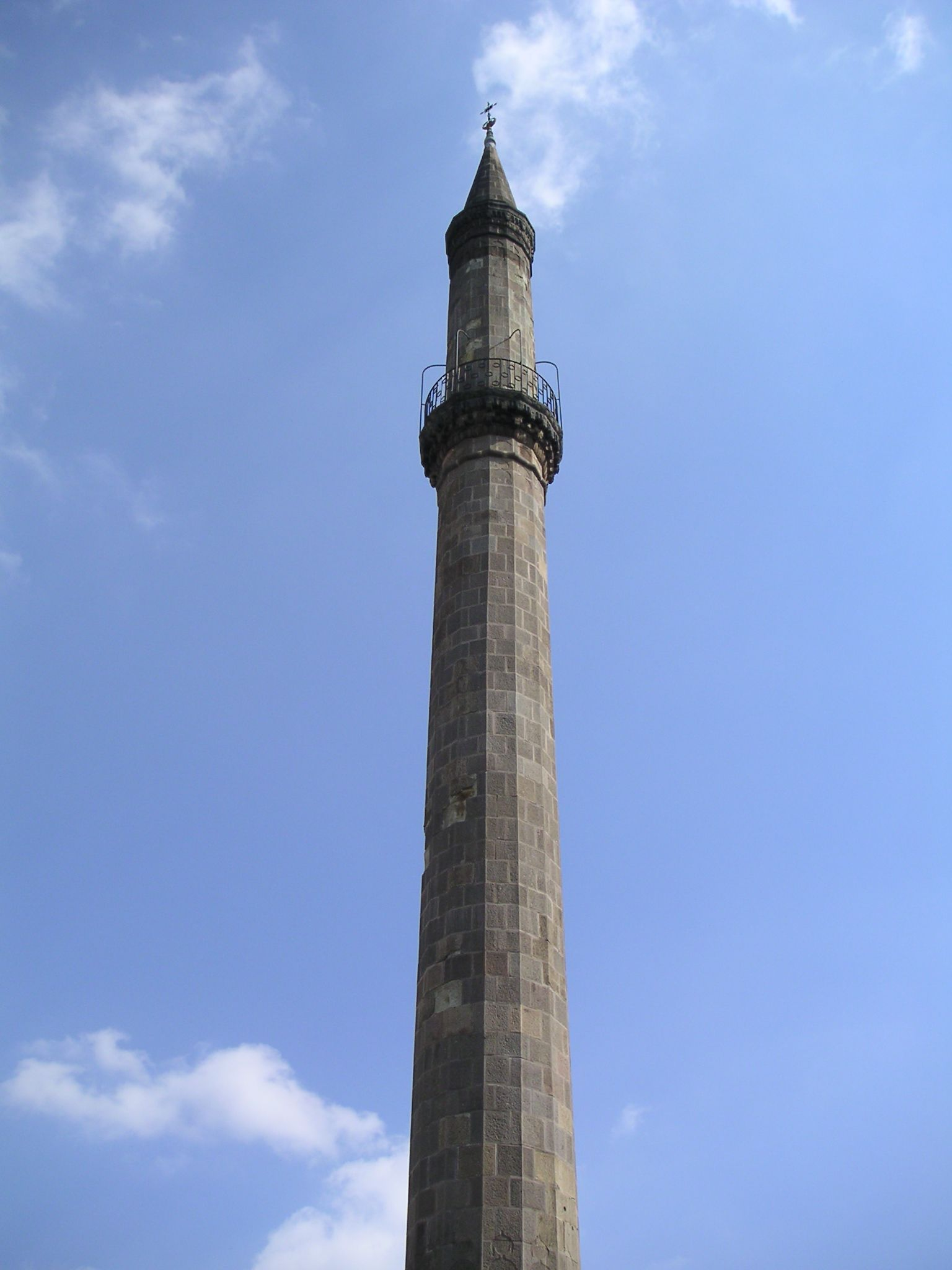
Мінарет в Еґері

Після договору про розподіл Угорщини, оформився і адміністративний поділ захоплених османами угорських земель, поділених на кілька дрібніших адміністративних одиниць.
- Будинський пашалик
- Темешварський еялет
- Сегединський санджак

Через віддаленість Угорщини турецька окупація не привела до радикальної зміни національного, релігійного та мовного складу населення, проте з часом зрушення в релігійному плані стали відчутними. Мусульмани, близько 80 тисяч осіб, переважно військові найманці південнослов'янського походження, розселилися переважно в містах Угорщини, під захистом фортечних стін. Кожне місто мало як мусульманський квартал, що прилягав до мечеті, так і християнський район, що прилягав до церкви. Християнство не було заборонено і не переслідувалося, оскільки турки не хотіли збурень підкореного населення, але християнська церква позбулася фінансової підтримки держави, а християнські піддані імперії (райя) були зобов'язані виплачувати особливий податок (джизья), що раніше стягувався як церковна десятина. Багато великих міських церков було перероблено в мечеті, а до них прибудовані мінарети. Мусульмани склали основу нової керівної еліти. Побоюючись нападів гайдуків, вони пересувалися від міста до міста тільки під захистом військових конвоїв.
Сільські регіони Угорщини, так само як і все сільське господарство (насамперед землеробство) на Балканах, при турках занепало через міграційні процеси, військові дії, партизанську активність і надзвичайну неефективність місцевого самоврядування, що страждало від хронічного хабарництва. Відгінне тваринництво, яке давні мадяри перейняли у тюрків ще до приходу в Центральну Європу, навпаки, відродилося.
Проте великі міські поселення отримали стимул до розвитку, ставши зосередженням нових східних впливів. Турки також зводили турецькі лазні хамами, мечеті і фонтани. Більшість з них було знищено австрійськими Габсбургами в ході Балканської «реконкісти». Лише деякі пам'ятки дійшли до наших днів.

## Ісламізація

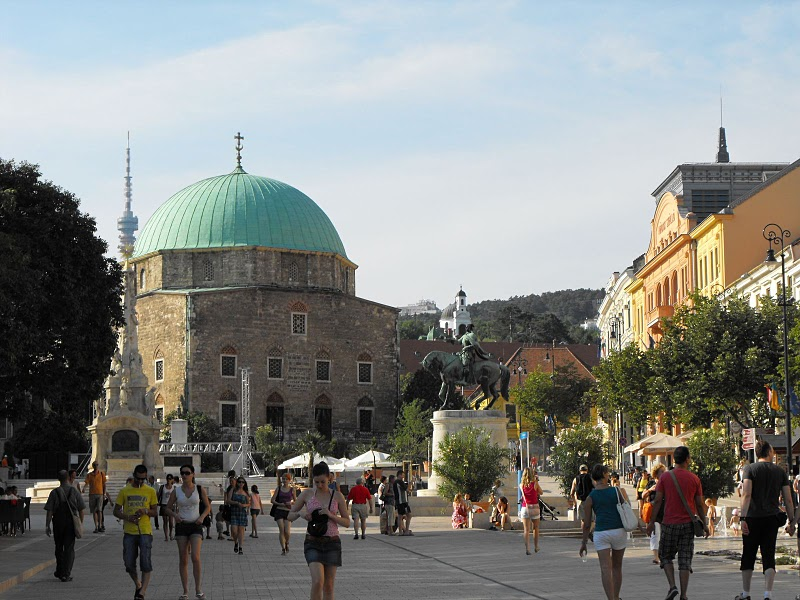
Мечеть Паші Касима в Печі, нині використовується як католицька церква

Зважаючи на загибель або міграцію значної частини угорської шляхти і великих землевласників, ряд простих угорців скористалися новими можливостями, наданими турецьким військово-адміністративним апаратом, перейшли на іслам, пішли на службу до султана й отримали значні можливості місцевого самоврядування. Деякі з них (мадьяраби) переселилися або ж були переселені в інші райони імперії, ставши частиною турецького етносу. Багато полонених угорців було продано в рабство в Румелії і Анатолії.

### Мусульманські школи
У XVII столітті в османській Угорщині з'явилося 165 основних (мектеби) і 77 середніх та вищих теологічних шкіл (медресе) в 39 міських поселеннях Угорщини. У школах навчали письма, арифметики, читання Корану і молитві.

## Етнічні наслідки Османських воєн
Як наслідок з 150 років постійної війни між християнськими державами та Османською імперією, зростання населення було дуже слабке, й мережа етнічних угорських середньовічних поселень, з їх урбанізованим населенням, загинули. Етнічний склад території, які раніше входила до складу середньовічного Королівства Угорщини було принципово змінене за допомогою депортацій і масових вбивств, так що число етнічних угорців в кінці періоду панування Османської імперії над Угорщиною було істотно зменшене.

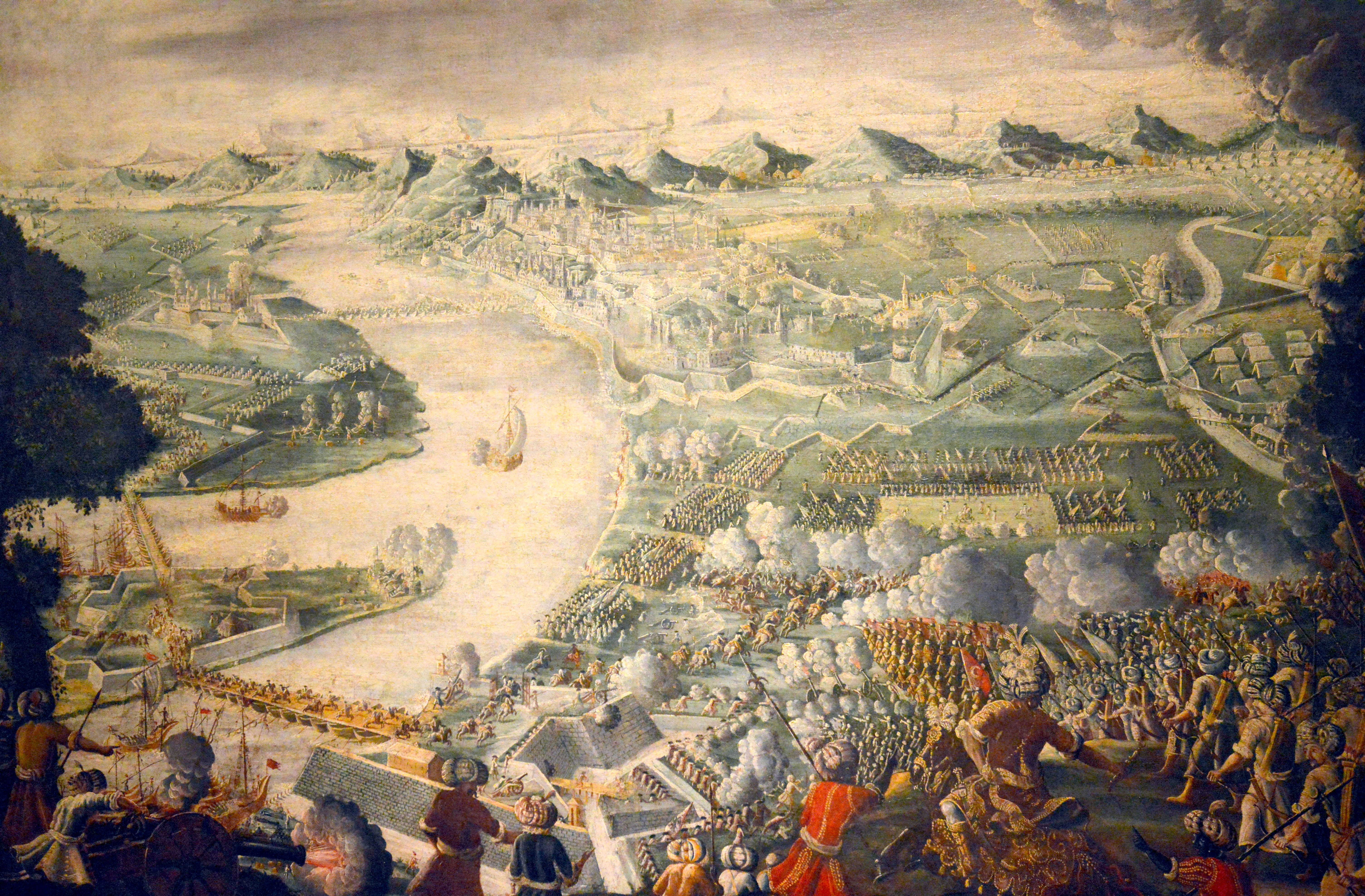
Священна ліга звільняє Буду після довгої облоги у 1686 році

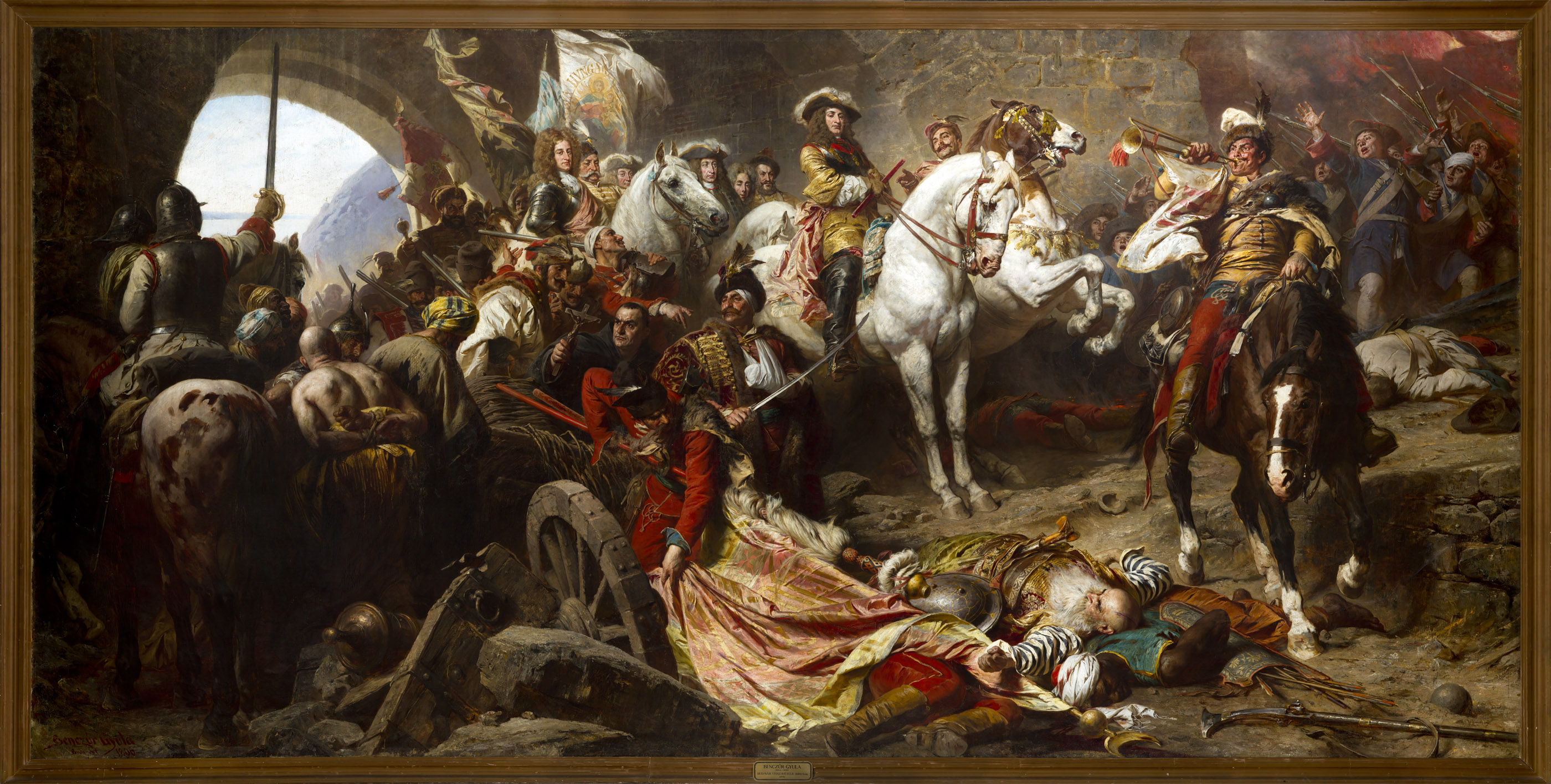
Звільнення Буди 1686 року

В трьох частинах Угорщини: Габсбурській Угорщині, Османській Угорщині та Трансільванії, були лише незначні відмінності у збільшенні чисельності населення в 17-му столітті. За даними, представленими в найавторитетніших дослідженнях, сукупне населення всіх трьох регіонів зросло з приблизно 3 500 000 жителів в кінці 16-го століття до приблизно 4 млн в кінці 17-го століття. Це збільшення відбулося до імміграції в Угорщину з інших частин імперії Габсбургів. Османсько-Габсбурські війни 17-го століття велися з перервами і впливали на населення, що займали набагато крайню частину території. Таким чином, воєнні дислокації в Угорщині, схоже, не сильно впливали на показники смертності серед загального цивільного населення. Порушення громадського порядку та економічних зв'язків між суміжними регіонами, пов'язані з тривалими війнами Середньовіччя значною мірою відсутні в Османських війнах 17-го століття. Найважчі руйнування сталися під час угорського смутного часу, коли за короткий період між 1604 і 1606 роками відбулися найгірші наслідки керованого протистояння між Османською імперією та силами Габсбургів під час громадянської війни протягом повстання Іштвана Бочкая.
Населення Угорщини наприкінці XVI століття у складі Османської Угорщини становило 900 000 осіб, у Габсбурзькій Угорщині — 800 000 і у «вільній» Трансільванії — 800 000. Загалом було 3 500 000 жителів для всього колишнього Угорського королівства.
Зростання населення в Османській Угорщині в 17 столітті відбулося з 900 000 до 1 000 000 осіб.